# Canary Wharf (stanice metra v Londýně)
Canary Wharf je stanice londýnského metra, otevřená roku 1999. Je pojmenována podle finančního centra ležícího na Isle of Dogs. Nachází se na lince:
- Jubilee Line (mezi stanicemi Canada Water a North Greenwich)
- Docklands Light Railway
- Crossrail

| Rok  | Počet cestujících |
| ---- | ----------------- |
| 2011 | 46,59 mil         |
| 2012 | 48,04 mil         |
| 2013 | 50,05 mil         |
| 2014 | 51,81 mil         |